# Volleybalvereniging Orion (maschile)
Il Volleybalvereniging Orion è una società pallavolistica maschile olandese, con sede a Doetinchem: milita nel campionato olandese di Eredivisie.

## Rosa 2024-2025
| N° | Nome               | Ruolo | Data di nascita  | Nazionalità sportiva |
| -- | ------------------ | ----- | ---------------- | -------------------- |
| 1  | Jannes van der Ham | C     | 9 aprile 1995    | Paesi Bassi          |
| 2  | Beau Wortelboer    | C     | 6 ottobre 2003   | Paesi Bassi          |
| 3  | Cas Abraham        | S     | 17 maggio 1999   | Paesi Bassi          |
| 4  | Liam McCluskey     | P     | 16 gennaio 2002  | Belgio               |
| 5  | Luuk Hoge Bavel    | S     | 14 dicembre 2001 | Paesi Bassi          |
| 6  | Kevin Saar         | S     | 15 gennaio 1995  | Estonia              |
| 7  | Kees Merkx         | P     | 3 giugno 2003    | Paesi Bassi          |
| 8  | Edson Felicissimo  | S     | 5 agosto 1984    | Brasile              |
| 9  | Luboš Bartůněk     | P     | 24 maggio 1990   | Rep. Ceca            |
| 10 | Mathijs Apine      | C     | 18 marzo 2002    | Paesi Bassi          |
| 14 | Tom Koops          | S     | 10 dicembre 2000 | Paesi Bassi          |
| 17 | Edvin Svärd        | L     | 29 marzo 1999    | Svezia               |
| 18 | Maksim Shkredau    | O     | 10 ottobre 1997  | Bielorussia          |
| 19 | Owen Chun          | O     | 9 febbraio 1999  | Stati Uniti          |

## Palmarès
- Campionato olandese: 3

2011-12, 2018-19, 2023-24
- Coppa dei Paesi Bassi: 4

1978-79, 2012-13, 2016-17, 2023-24
- Supercoppa olandese: 4

2006, 2011, 2019, 2024